# Myrmecium bonaerense
Myrmecium bonaerense är en spindelart som beskrevs av Holmberg 1881. Myrmecium bonaerense ingår i släktet Myrmecium och familjen flinkspindlar. Inga underarter finns listade i Catalogue of Life.